# Johannes XI. (Konstantinopel)

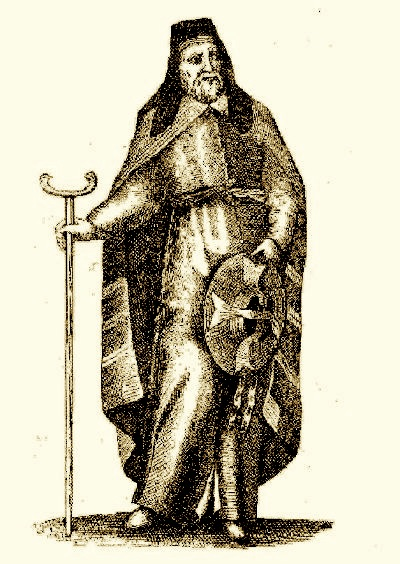
Phantasiedarstellung des Johannes Bekkos, Paris 1667

Johannes XI. Bekkos (griechisch Ιωάννης ΙΑ΄ Βέκκος; * um 1225 im Kaiserreich Nikaia; † 1297 in der Festung Hagios Georgios bei Nikomedia) war von 1275 bis 1282 Patriarch von Konstantinopel.

## Leben
Johannes wurde zwischen 1230 und 1240 wahrscheinlich in Nikaia, dem Exil-Sitz des byzantinischen Kaisers und des Konstantinopler Patriarchen, geboren. 1263 wurde er erstmals als chartophylax (Archivar) im Patriarchat von Konstantinopel erwähnt. 1270 weilte er im Auftrag des byzantinischen Kaisers Michael VIII. beim französischen König Ludwig IX., um über eine Union der westlichen und der östlichen Kirche zu verhandeln. 1273 wurde er wegen seiner ablehnenden Haltung zur geplanten Union verhaftet. In der Haft revidierte er seine Haltung zum umstrittenen filioque der Lateiner: Sofern in patristischen Bahnen gedeutet, muss es nicht als häretisch gelten. Er selbst übernahm die Formulierung nicht und übte keine Konzelebration mit lateinischen Priestern in Konstantinopel.  
Johannes war Mitglied der kaiserlich-byzantinischen Delegation beim Konzil von Lyon 1274, das eine Union beider Kirchen vereinbarte.
Am 16. Januar 1275 wurde die Einigung in der kaiserlichen Blachernenkirche zu Konstantinopel verkündet. Am 2. Juni 1275 wurde Johannes Bekkos von Michael VIII. als neuer Patriarch von Konstantinopel für den zurückgetretenen Joseph I. Galesiotes, einen Gegner der getroffenen Vereinbarung, eingesetzt. Am 26. Dezember 1282 wurde Johannes als Patriarch abgesetzt, 15 Tage nach dem Tod Kaiser Michaels VIII. Die Synoden von 1279 und 1285 verurteilten ihn als Häretiker. Sein restliches Leben verbrachte er in verschiedenen Kerkern, wo er weiterhin theologische und kirchenpolitische Schriften verfasste.
Johannes starb im März 1297. Sein Testament von 1294 belegt, dass Bekkos an seinen theologischen Positionen bis zum Lebensende festhielt.

## Ausgaben
- Johannes Bekkos: Opera. In: J.-P. Migne, Patrologia Graeca, Bd. 141, S. 5–1030.